# Čedovo
Čedovo (Servisch cyrillisch Чедово) is een plaats in de Servische gemeente Sjenica. De plaats telt 108 inwoners (2002).